# Велоспорт на літніх Олімпійських іграх 1996
У змаганнях з велоспорту на літніх Олімпійських іграх 1996 в Атланті розіграно 14 комплектів нагород у таких видах: шосейний велоспорт, велоспорт на треку і маунтенбайк. Змагання з шосейного велоспорту відбулися в downtown Atlanta, з велоспорту на треку - на велодромі Стоун Маунтен в сусідньому окрузі Декальб, з маунтінбайку - в Міжнародному кінному парку Джорджії в Конієрсі.

## Шосейні гонки
| Дисципліни                         | Золото                    | Срібло                  | Бронза                          |
| ---------------------------------- | ------------------------- | ----------------------- | ------------------------------- |
| групова шосейна гонка (чоловіки)   | Паскаль Рішар · Швейцарія | Рольф Серенсен · Данія  | Макс Скіандрі · Велика Британія |
| роздільна шосейна гонка (чоловіки) | Мігель Індурайн · Іспанія | Абрагам Олано · Іспанія | Кріс Бордмен · Велика Британія  |
| групова шосейна гонка (жінки)      | Жанні Лонго · Франція     | Імельда К'яппа · Італія | Клара Г'юз · Канада             |
| роздільна шосейна гонка (жінки)    | Зульфія Забірова · Росія  | Жанні Лонго · Франція   | Клара Г'юз · Канада             |

## Велоперегони на треку

### Чоловіки
| Дисципліни                    | Золото                                                                   | Срібло                                                                 | Бронза                                                                  |
| ----------------------------- | ------------------------------------------------------------------------ | ---------------------------------------------------------------------- | ----------------------------------------------------------------------- |
| гонка за очками               | Сільвіо Мартінелло · Італія                                              | Браян Волтон · Канада                                                  | Стюарт О'Ґрейді · Австралія                                             |
| гонка переслідування          | Андреа Коллінеллі · Італія                                               | Філіпп Ермено · Франція                                                | Бредлі Мак-Ґі · Австралія                                               |
| командна гонка переслідування | Франція (FRA) Крістоф Капель Філіпп Ермено Жан-Мішель Монін Франсіс Моро | Росія (RUS) Едуард Грицун Микола Кузнєцов Олексій Марков Антон Шантирь | Австралія (AUS) Бретт Ейткен Стюарт О'Ґрейді Тімоті О'Шеннессі Дін Вудс |
| спринт                        | Єнс Фідлер · Німеччина                                                   | Марті Нотстейн · США                                                   | Курт Гарнетт · Канада                                                   |
| гіт                           | Флоріан Руссо · Франція                                                  | Ерін Гартвелл · США                                                    | Таканобу Джюмонджі · Японія                                             |

### Жінки
| Дисципліни           | Золото                      | Срібло                      | Бронза                         |
| -------------------- | --------------------------- | --------------------------- | ------------------------------ |
| гонка за очками      | Наталі Лансьєн · Франція    | Інґрід Гарінґа · Нідерланди | Люсі Тайлер-Шармен · Австралія |
| гонка переслідування | Антонелла Беллутті · Італія | Маріон Кліньє · Франція     | Юдіт Арндт · Німеччина         |
| спринт               | Фелісія Балланже · Франція  | Мішель Ферріс · Австралія   | Інґрід Гарінґа · Нідерланди    |

## Маунтінбайк
| Дисципліни | Золото                      | Срібло                      | Бронза                    |
| ---------- | --------------------------- | --------------------------- | ------------------------- |
| чоловіки   | Барт Брентьєнс · Нідерланди | Томас Фрішкнехт · Швейцарія | Мігель Мартінес · Франція |
| жінки      | Паола Пеццо · Італія        | Елісон Сайдор · Канада      | Сьюзен Де Маттеї · США    |

## Таблиця медалей
| Місце               | Країна              | Золото | Срібло | Бронза | Загалом |
| ------------------- | ------------------- | ------ | ------ | ------ | ------- |
| 1                   | Франція             | 5      | 3      | 1      | 9       |
| 2                   | Італія              | 4      | 1      | 0      | 5       |
| 3                   | Нідерланди          | 1      | 1      | 1      | 3       |
| 4                   | Іспанія             | 1      | 1      | 0      | 2       |
| 4                   | Росія               | 1      | 1      | 0      | 2       |
| 4                   | Швейцарія           | 1      | 1      | 0      | 2       |
| 7                   | Німеччина           | 1      | 0      | 1      | 2       |
| 8                   | Канада              | 0      | 2      | 3      | 5       |
| 9                   | США                 | 0      | 2      | 1      | 3       |
| 10                  | Австралія           | 0      | 1      | 4      | 5       |
| 11                  | Данія               | 0      | 1      | 0      | 1       |
| 12                  | Велика Британія     | 0      | 0      | 2      | 2       |
| 13                  | Японія              | 0      | 0      | 1      | 1       |
| Загалом (13 збірні) | Загалом (13 збірні) | 14     | 14     | 14     | 42      |

## Побиті рекорди
| Дисципліна                                    | Ім'я                                                       | Країна    | Час      | Дата   | Рекорд |
| --------------------------------------------- | ---------------------------------------------------------- | --------- | -------- | ------ | ------ |
| Гіт з ходу на 200 м (чоловіки)                | Ґарі Нейванд                                               | Австралія | 10"129   | 24 лип | OR     |
| Гіт з місця на 1 км (чоловіки)                | Флоріан Руссо                                              | Франція   | 1'02"712 | 24 лип | OR     |
| індивідуальна гонка переслідування (чоловіки) | Андреа Коллінеллі                                          | Італія    | 4'19"699 | 24 лип | WR, OR |
| командна гонка переслідування (чоловіки)      | Едуард Грицун Микола Кузнєцов Олексій Марков Anton Chantyr | Росія     | 4'08"785 | 26 лип | OR     |
| командна гонка переслідування (чоловіки)      | Крістоф Капель Філіпп Ермено Жан-Мішель Монін Франсіс Моро | Франція   | 4'06"880 | 27 лип | OR     |
| командна гонка переслідування (чоловіки)      | Крістоф Капель Філіпп Ермено Жан-Мішель Монін Франсіс Моро | Франція   | 4'05"930 | 27 лип | OR     |
| Гіт з ходу на 200 м (жінки)                   | Мішель Ферріс                                              | Австралія | 11"212   | 24 лип | OR     |
| гонка переслідування (жінки)                  | Антонелла Беллутті                                         | Італія    | 3'34"130 | 25 лип | OR     |
| гонка переслідування (жінки)                  | Антонелла Беллутті                                         | Італія    | 3'32"371 | 25 лип | OR     |

OR = олімпійський рекорд, WR = світовий рекорд
Джерела